# 長村駅
長村駅（おさむらえき）は、かつて長野県小県郡真田町（現・上田市）に存在した上田交通真田傍陽線の駅（廃駅）である。

## 歴史
長村（後の真田町）からさらに先の大日向方面への延伸を見越して、駅員配置駅・交換可能駅として開業した。

### 年表
- 1928年（昭和3年）5月1日：上田温泉電軌北東線の本原 - 真田間開通と同時に開業[1]。
- 1939年（昭和14年）8月30日：上田温泉電軌の社名変更および線名改称に伴い、上田電鉄菅平鹿沢線の駅となる。
- 1943年（昭和18年）10月21日：会社合併に伴い、上田丸子電鉄の駅となる。
- 1960年（昭和35年）4月1日：線名改称に伴い、真田傍陽線の駅となる。
- 1969年（昭和44年）6月1日：上田丸子電鉄の社名変更に伴い、上田交通の駅となる。
- 1972年（昭和47年）2月20日：真田傍陽線の廃線に伴い廃止。

当初は駅舎を持ち駅員も配置されていたが、上田駅方面の上りホームが貨物側線となり、行違い設備は廃止。さらに駅員が合理化により無配置になり、上田交通になってから駅舎が解体された。

## 駅構造
単式ホーム1面1線と貨物側線1線を有した。

## 廃止後の状況
駅の廃止後は上田交通→上電バス→上田バスのバス停留所となったが、停留所名は「長小学校前停留所」と変更されている。

## 隣の駅
上田交通
真田傍陽線
石舟駅 - 長村駅 - 真田駅